# Sycobia
Sycobia is een geslacht van vliesvleugeligen uit de familie Eurytomidae. De wetenschappelijke naam van dit geslacht is voor het eerst geldig gepubliceerd in 1871 door Walker.

## Soorten
Het geslacht Sycobia omvat de volgende soorten:
- Sycobia bethyloides Walker, 1871
- Sycobia mathewi Joseph, 1957